# Angus Imrie

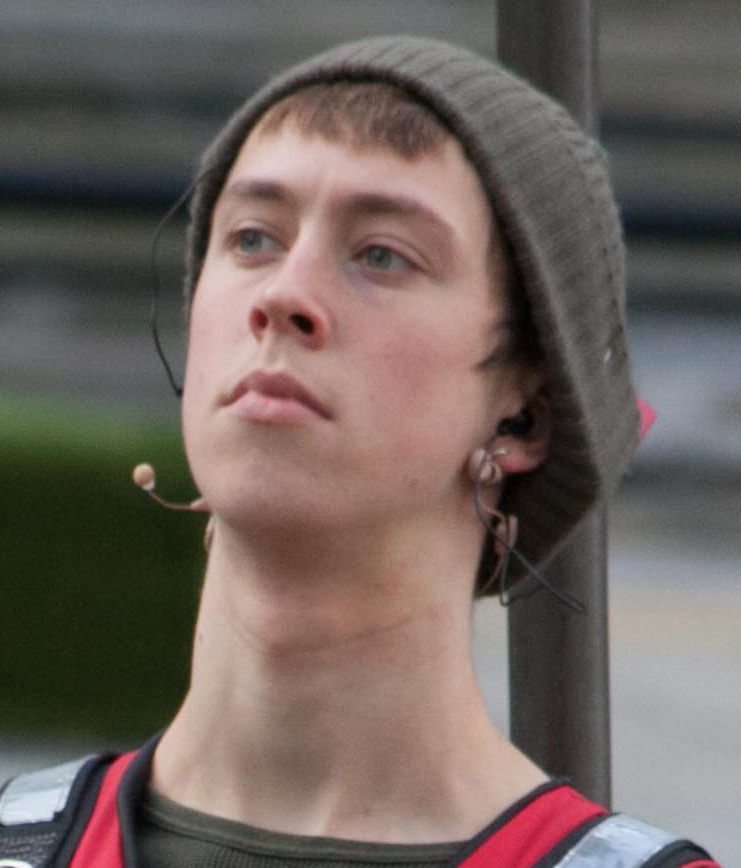
Angus Imrie (2014)

Angus William Jake Imrie (* 2. August 1994 auf der Isle of Wight) ist ein britischer Schauspieler und Hörspielsprecher. Er ist bekannt für die Rolle Josh Archer in der BBC-Radio-4-Dramaserie The Archers.

## Leben und Wirken
Imrie wurde als Sohn der Schauspieler Celia Imrie und Benjamin Whitrow geboren.
Seit seiner Kindheit hatte er Engagements in verschiedenen Bühnen-, Fernseh- und Radioproduktionen. Nach seinem Kinodebüt im Alter von fünf Jahren im BBC-One-Filmdrama Station Jim trat er 2007 in der ITV-Drama-Serie Kingdom und 2012 in der BBC-One-Mini-Serie Restless auf. Im selben Jahr trat er in der BBC-Two-Drama-Serie The Hollow Crown auf, während er im folgenden Jahr in der BBC-One-Serie Father Brown mitspielte. Vor seinem Besuch der LAMDA (2015–2017) trat er im Globe Theatre in London auf und spielte die Rolle des Bagot in William Shakespeares Drama Richard II. und Ned Spiggett in Jessica Swales Stück Nell Gwynn. Er war auch in einer Reihe von Radioproduktionen zu hören, darunter The Treasure Seekers, Charles Dickens’ Große Erwartungen und John Mortimers A Voyage Round My Father.
Im Jahr 2014 übernahm er die Rolle des Josh Archer in der BBC-Radio-4-Serie The Archers. Im selben Jahr spielte er die Rolle des Kabinenjungen Pip in The White Whale und im Jahr 2019 u. a. unter der Regie von Joe Cornish im Film Wenn du König wärst die Rolle des jungen Merlin.

## Filmografie (Auswahl)
- 2007–2009: Kingdom (Fernsehserie, 6 Episoden)
- 2014: Father Brown (Fernsehserie, Episode 2x03)
- 2018: Pond Life
- 2019: Fleabag (Fernsehserie)
- 2019: Wenn du König wärst (The Kid Who Would Be King)
- 2020: The Crown (Fernsehserie, 5 Episoden)
- 2021: Zurück ins Outback (Back to the Outback, Stimme)
- seit 2021: Star Trek: Prodigy (Fernsehserie, Stimme von Zero)
- 2025: Mickey 17